# Блок 29
Блок 29 је један од новобеоградских блокова.
Оивичен је улицама Булевар уметности, Булевар Арсенија Чарнојевића, Булевар Зорана Ђинђића и улицом Шпанских бораца.
У његовој непосредној близини налази се Београдска арена, Факултет драмских уметности и ТЦ Нови Меркатор.

## Историјат градње
Блок 29 је у потпуности изграђен 1968. године, док је његов урбанистички план реализован 1967. године .
С обзиром да се насељен налази у централној зони Новог Београда у урбанистичком плану наглашено да квалитет изградње блока буде на високом нивоу.
Пројектанти насеља су архитекти Михаило Чанак и Милосав Миша Митић, док су извођачи радова били ГП „Рад“, Београд.

## Саобраћај
До блока се градским превозом може стићи аутобусима
- линија 17 (Коњарник - Земун /Горњи Град/).[1]
- линија 18 (Медаковић 3 - Земун /Бачка/).[2]
- линија 68 (Зелени венац - Блок 70).[3]
- линија 67 (Зелени венац - Блок 70а).[4]
- линија 70 (Бежанијска коса - ИКЕА).[5]
- линија 71 (Зелени венац - Ледине).[6]
- линија 74 (Бежанијска Коса - Миријево 3)
- линија 88 (Земун - Железник).[7]
- линија 94 (Нови Београд /Блок 45/ - Ресник /Едварда Грига/).[8]
- линија 600 (Железничка станица Београд центар - Аеродром "Никола Тесла")
- линија 601 (Београд на води - Сурчин).[9]
- линија 860И (БАС - Барич /Индустријска зона/)